# Platypthima placiva
Platypthima placiva är en fjärilsart som beskrevs av Jordan 1924. Platypthima placiva ingår i släktet Platypthima och familjen praktfjärilar. Inga underarter finns listade i Catalogue of Life.